# Kathryn Grayson
Kathryn Grayson (9. februar 1922 – 17. februar 2010) var en amerikansk skuespillerinde.